# 島津久林
島津久林（1412年－1430年）是室町時代中期人物。薩摩島津氏分家總州家第5代當主（最後一代當主）。父親是第4代當主島津久世。
應永23年（1416年），父親久世被島津宗家第8代當主島津久豐謀殺。久林在碇山城抵抗，不過因為依賴的伊集院賴久降伏而逃往祖父守久之下，但是守久亦敗於宗家第9代當主忠國，於是二人逃往肥前。後來潛伏在真幸院的德滿城，但是被忠國急襲而自殺。享年28歲。總州家亦因而斷絕。
久林死後，島津的領國頻繁地爆發一揆。忠國因為不能抑止而任命弟弟用久為守護代並隱居。